# 昭和三陆地震
昭和三陆地震是指1933年（昭和9年）3月3日於當地時間在凌晨2點31分，发生在日本三陆近海的强烈地震。該次地震震中位于在北纬為39.209度、东经為144.590度，地震規模是Mj 8.1、到MW 8.4，震源深度为15公里。該次地震也引发了浪高高度為28.7公尺的巨大海啸，導致有1,522人罹難、有1,542人失蹤，同时也超过有1.2万人受伤。

## 地震背景
日本列岛地处於在欧亚大陆板块、北美洲板块、太平洋板块和菲律宾板块與4个板块的交界处，它們也是组成环太平洋火山地震带的1部分。在太平洋板块、北美洲板块和欧亚大陆板块、菲律宾板块互相碰撞，變得日本列岛逐渐的从海底突起，这也變得日本附近地区火山、地震等自然灾害所频发。
在昭和三陆地震发生78年之后，日本地震观测史上規模最大的在2011年日本东北地方太平洋近海地震的震中就位于在三陆近海。不过，昭和三陆地震和2011年日本东北地方太平洋近海地震的发震机制不同。昭和三陆地震为海洋板块内的正断层地震，在2011年日本东北地方太平洋近海地震是逆断层地震。

## 烈度分布
下列表格数据来自日本气象厅烈度数据库。
| 震度 | 都道府县 | 市区町村             |
| ---- | -------- | -------------------- |
| 5    | 岩手县   | 宫古市               |
| 5    | 宫城县   | 仙台市 石卷市        |
| 5    | 福岛县   | 福岛市 猪苗代测候所  |
| 5    | 茨城县   | 石冈市               |
| 4    | 北海道   | 函馆市 浦河町 釧路市 |
| 4    | 青森县   | 青森市               |
| 4    | 岩手县   | 盛冈市 水泽観測所    |
| 4    | 福島县   | 磐石市               |
| 4    | 茨城县   | 水户市 筑波山测候所  |
| 4    | 栃木县   | 足尾测候所           |
| 4    | 群马县   | 前桥市               |
| 4    | 埼玉县   | 熊谷市               |
| 4    | 神奈川县 | 横滨市               |
| 4    | 山梨县   | 甲府市               |

## 損害情况
昭和三陆地震也引发了浪高高度為28.7公尺的巨大海啸。在地震发生大约在30分钟之后，在日本东北地方太平洋海岸線观测到了第1波的巨大海啸高度。在日本地震调查委员於1999年发布的昭和三陆地震引發的巨大海啸高度分布报告中提出，該次地震也引发的巨大海啸到達陸地的時候高度可達到了為23公尺（由岩手县气仙郡绫里村测得）。如果以溯上高度为准，高度則達到了為28.7公尺。也受到了巨大海啸影响，日本东北地方太平洋海岸至少有7,000棟房屋被摧毁，其中至少有4,885栋房屋被巨大海啸冲走。該次巨大海啸传播到北美洲的美國夏威夷群岛时仍未衰退，在夏威夷海岸观测到的浪高高度為2.9公尺，对当地造成了轻微的损害。截至到2011年，昭和三陆地震已經确认有1,522人罹難和12,053人受伤，但是卻仍有1,542人下落不明。

## 余震
在主震发生大约在3个小时之后，在三陆近海又发生了1次規模是6.8的余震。在接下来的6个月中，在三陆近海至少又发生了76次規模是5.0的以上余震。